# 漆咸花園
漆咸大厦是一個已拆卸的香港政府公務員建屋合作社住宅，位於九龍紅磡漆咸道北424號，是寶翠園附屬發展項目。屋苑於1956年落成的，作為公務員房屋福利計劃的屋苑，自八十年代起，經過發展商約12年收購行動，曾一度準備引例強制拍賣統一業權，至2004年經協議下購得所有業權。
2011年8月，漆咸大廈重建項目命名為「昇御門」（Chatham Gate），項目由2幢住宅大廈組成，樓高38層，共334伙分層單位，面積392至2080方呎，於2012年年底入伙。

## 漆咸花園重建計劃

### 長江實業收購計劃
1980年代長江實業曾以每戶以現金近100萬再加一個黃埔花園單位，以作為收購條件及補償以重建發展漆咸花園，但後來由於遇上1989年的「六四事件」，使當年的重建計劃無疾而終。

### 信德集團重建計劃

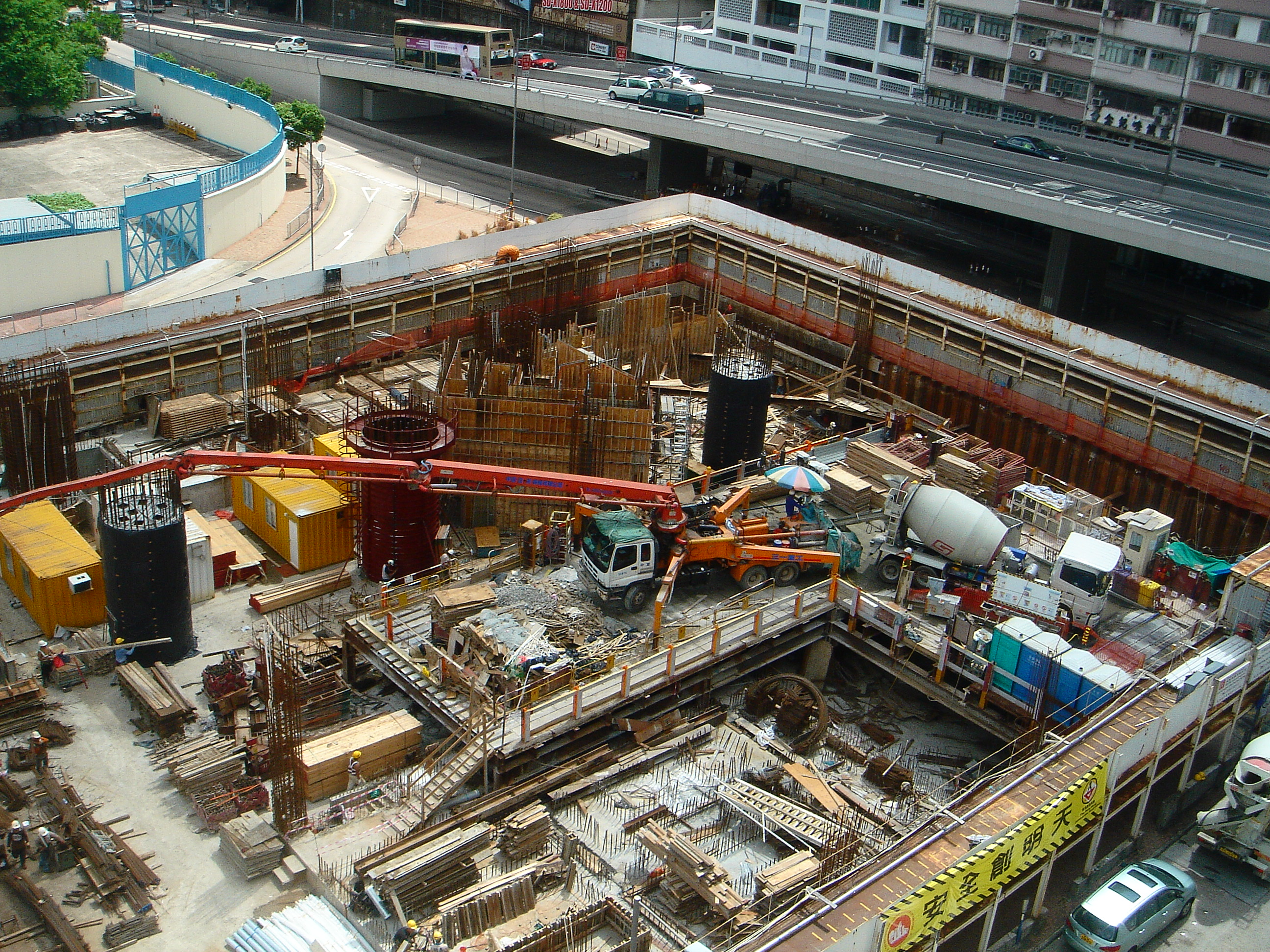
重建中的漆咸道北338號，攝於2010年6月，2011年8月，重建項目命名為「昇御門」

1993年信德集團重新向漆咸花園的業主提出收購行動，並於2005年6月信德集團與新鴻基地產、新世界發展及廖創興企業合組財團持有95％業權，遂引用《土地（為重新發展而強制售賣）》條例，向土地審裁處申請強制拍賣漆咸花園。土地審裁處排期在2005年7月18日審理有關案件。由於只剩下2個單位的業權便能完成收購遂向土地審裁處申請押後審理，並於開審前與該2名小業主簽了臨時買賣協議，完成漫長的收購行動並於同年年底清拆。
信德集團及新鴻基地產等在2005年6月向城規會申請把該廈重建為一幢酒店及住宅混合式大廈，一樓以上約5至6層為酒店，樓上為住宅，酒店部分將提供100個房間。該地皮佔地約39,827方呎，劃為「住宅（甲類）」用途，將以地積比率7.5倍發展住宅，住宅可建樓面近29.9萬平方呎，估計單位數目可達400個，酒店樓面面積約5.97萬平方呎。

### 由一幢酒店改為兩幢住宅
2009年6月，由信德、新地及新世界等合作的紅磡漆咸花園重建項目，首度獲屋宇署批出建築圖則，可於4層平台及2層地庫之上，興建2幢32層住宅連商業樓面，項目原獲城規會批建一幢48層住宅連酒店項目，現由一幢改為兩幢，總樓面約38.23萬方呎，項目支付11億元的補地價。

## 公務員合作社重建
紅磡漆咸花園即重建後的昇御門、西環高級公務員宿舍（即重建後的寶翠園），及柴灣藹寧園（重建後成為香島）亦於2009年5月被南豐集團收購全數約一百個單位業權，準備重建，昔日香港歷史最悠久的公務員合作社宿舍，如今已悉數為發展商收購重建。

## 外部連結
1. ↑  九龍豪宅新盤 逸瓏昇御門接力推[永久] 【明報專訊】 2011年9月3日
2. ↑  漆咸大廈完成統一業權與最後2戶達成協議 （页面存档备份，存于） 明報通識網 L.I.F.E. 文章日期：2005年7月29日
3. ↑  漆咸大廈重建2幢商住樓 （页面存档备份，存于） 明報財經網 2009年6月24日
4. ↑  漆咸大廈補地價11億[永久]【明報專訊】2007年11月15日
5. ↑  南豐70億重建藹寧園[永久]星島日報 2011-05-21